# オクトバン

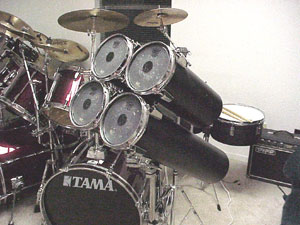
オクトバン

オクトバン(Octoban)は、筒状の太鼓である。キャノンタム(Canon toms)とも呼ばれる。

## 形状
6"程度の口径で、胴の長さで高低を変える。一般的に、2個～8個をドラムセットに組み込んで使用する。

## 主要メーカー
- パール楽器製造株式会社
- 星野楽器